# Cecil Madigan

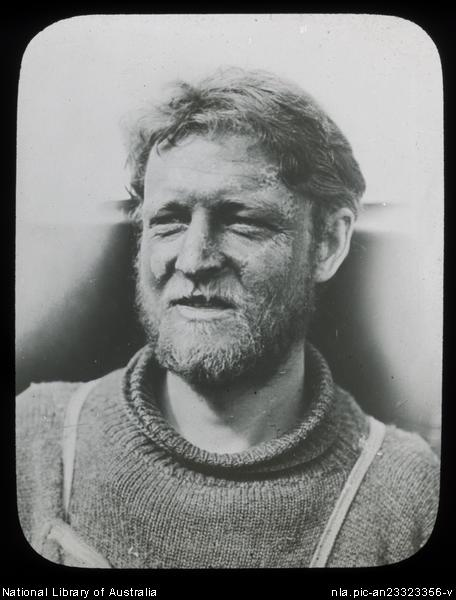
Porträt von Cecil Madigan mit Erfrierungen auf Adelie Land im Verlauf der Australasiatischen Antarktisexpedition (Bild 1913)

Cecil Thomas Madigan (* 15. Oktober 1889 in Renmark, South Australia, Australien; † 14. Januar 1947 in Adelaide, South Australia) war ein australischer Entdecker, Geograph und Geologe.
Madigan nutzte auf seinen Expeditionen die neuesten Kommunikations- und Transportmethoden und wurde durch seine wissenschaftlichen Arbeiten insbesondere über die MacDonnell Ranges, die Simpsonwüste und den Lake Eyre zu einer Autorität der australischen Geologie und Geografie.

## Frühe Jahre
Cecil Madigan war der Sohn von Thomas Madigan und Mary Dixie, geborene Finey. Cecil Madigan hatte einen jüngeren Bruder und zwei Schwestern. Nachdem sein Vater auf den Goldfeldern bei Kalgoorlie in Western Australia gestorben war, musste seine Mutter als Lehrerin arbeiten, um die Kinder zu ernähren. Madigan ging in Adelaide zur Schule, bevor er ein Studium als Bergbauingenieur an der Universität Adelaide aufnahm. Später erhielt er ein Stipendium an der South Australian School of Mines and Industrie.
Am 20. August 1915 heiratete er Wynnis Knight Wollaston in Adelaide, mit der er drei gemeinsame Söhne und zwei Töchter hatte.

## Antarktisexpedition
Ab 1911 studierte Madigan in England und wurde von dem Polarforscher Sir Douglas Mawson zum Meteorologen der Australasiatische Antarktisexpedition ausgewählt. Mit ihm war er zeitlebens freundschaftlich verbunden. Madigan war in dieser Zeit in der Antarktis auch an verschiedenen Expeditionen über das Inlandeis beteiligt. Eine führte ihn nach Adélieland, eine weitere im Sommer 1912–13 bis ins etwa 800 Kilometer entfernte Georg-V.-Land. Ferner führte er die Suchexpedition nach dem in Schwierigkeiten geratenen Douglas Mawson an. Für seine Leistungen während dieser Expeditionen wurde er 1914 mit der King’s Polar Medal ausgezeichnet. Zudem ist der Madigan-Nunatak nach ihm benannt.

## Kriegsteilnahme
Nachdem er nach 1914 nach Oxford zurückgekehrt war, trat er in die Royal Engineers Company ein, wo er 1916 zum Captain befördert wurde. Er kämpfte in Frankreich und wurde verwundet. Nach seiner Genesung kehrte er im Mai 1916 wieder ins Kriegsgeschehen nach Frankreich zurück.

## Geologische Erkundungen
Nach dem Ende des Krieges schloss er am Magdalen College in Oxford sein Geologiestudium erfolgreich ab. Im Jahr 1920 erhielt er an der Universität Adelaide eine Anstellung als Geologe. Diesen Dienstposten bekleidete er bis zu seinem Tod.
Er erkundete und erforschte das Innere der Fleurieu Peninsula. 1929 unterstützte der Vorsitzende der Royal Geographical Society of Australasia Allan Simpson sein Vorhaben, Teile von Zentralaustralien und des Northern Territory mittels Luftaufnahmen erstmals geologisch zu erkunden. Dabei erfolgte die Ersterkundung der Simpsonwüste durch Weiße. Sie wurde von Madigan nach seinem Förderer Allan Simpson benannt.
Durch Überfliegen wurde der riesige Lake Eyre, ein Salzsee in Zentralaustralien, genauer erfasst. Dabei ging es vor allem darum, die Größe des Wassereinzugsgebietes zu bestimmen. Zur genaueren Erforschung des Sees wurde auch eine Erkundung mit Fahrzeugen über den Salzsee durchgeführt.
In der Mitte der 1930er Jahre erkundete Madigan die MacDonnell Ranges, James und Waterhouse Range. 1932 berichtete er im Auftrag einer Zeitung aus Sydney über die Goldfelder von Granites in Zentralaustralien. Um 1933 beschrieb er Meteoriten und Meteoritenkrater und reiste an die Einschlagsorte des Henbury- und Huckitta-Meteoriten und zum Boxhole-Krater.
Im Winter 1939 durchquerte Madigan mit einer Expeditionsmannschaft die Simpsonwüste von der Andado Station im Northern Territory bis nach Birdsville in Queensland. Im Verlauf der Expedition, die mit Kamelen durchgeführt wurde und 25 Tage dauerte, konnte erstmals eine mobilen Funkstation mitgeführt und die australische Öffentlichkeit laufend über die Ergebnisse der Expedition informiert werden.
Im Jahr 1940 nahm er den Dienst als Chief Instructor an der School of Military Field Engineering in Liverpool in New South Wales auf und wurde bis zum Oberstleutnant befördert. Er befasste sich auch mit Wasserressourcen. 1943 verließ er die Armee und ging an die Universität Adelaide zurück.

## Persönlichkeit
Madigan war gegenüber neuzeitlichen Methoden in der geologischen Forschung und im Transportwesen sehr aufgeschlossen. Er war Mitglied in zahlreichen wissenschaftlichen und anderen Organisationen, beispielsweise war er Mitglied der Geological Society of London, Präsident der Royal Society of South Australia und Träger der Verco-Medaille. Er arbeitete aber auch in der Boy Scouts’ Association ab 1934, im Legacy Club und im National Co-ordinating Council for Physical Fitness mit.
1962 wurde zur Erinnerung an seine Durchquerung der Simpsonwüste in Birdsville ein Steinmännchen errichtet.

## Veröffentlichungen
- Central Australia. Oxford University Press. Melbourne.
- Crossing the Dead Heart. Georgian House. Melbourne. ISBN 1-876622-16-4